# Экстремис
«Экстре́мис» (лат. Extremis — «в крайнем случае», «на грани смерти») — шестая серия десятого сезона британского научно-фантастического телесериала «Доктор Кто». Премьера серии состоялась 20 мая 2017 года на канале BBC One.
В этом эпизоде состоялось возвращение Мишель Гомес в роли Мисси, которую в последний раз видели в открывающей истории девятого сезона «Ученик волшебника»/«Фамильяр ведьмы».

## Синопсис
В тайной ватиканской библиотеке ереси Еретикум хранится древний том под названием «Veritas». За всю историю каждый, кто его когда-либо читал, тут же сводил счёты с жизнью. В интернете появилось новое толкование издания, и опасность разрастается. Ватикан просит помощи у Доктора. Прочтёт ли он «Veritas»? И удастся ли ему выжить, постигнув святую правду?

## Сюжет
К Доктору всё ещё не вернулось зрение, и поэтому он носит звуковые очки, предоставляющие ему возможность видеть ограниченно, о чём не подозревает Билл. Во время очередной вахты у Хранилища в университете он получает e-mail, озаглавленный «Экстремис», и просматривает его через очки.

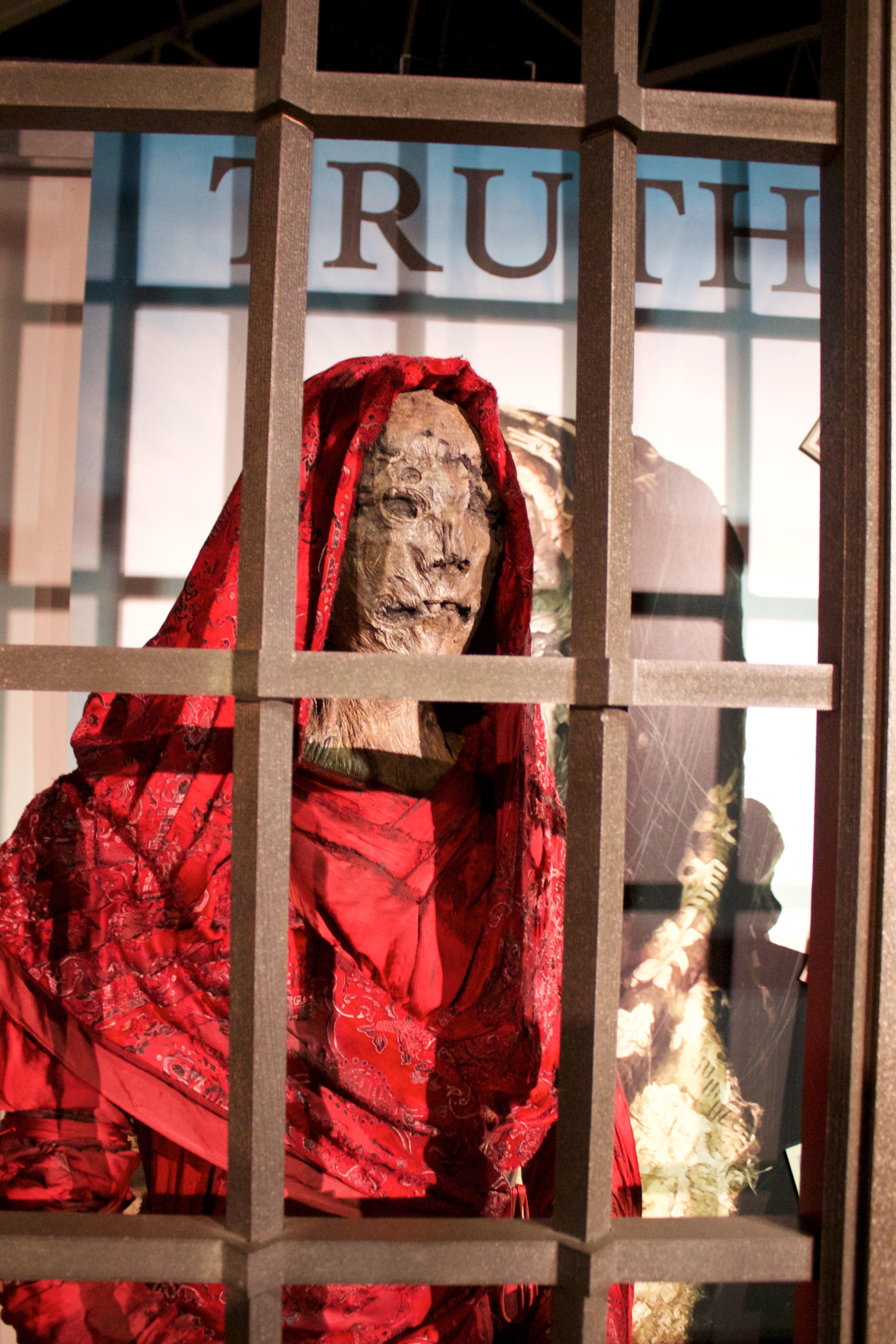
Монах на выставке Doctor Who Experience

Папа Римский вместе со свитой из Ватикана просит Доктора помочь разобраться с недавно переведённым текстом под названием «Veritas», или «Истина», после прочтения которого люди сводят счёты с жизнью. Доктор вместе с Билл и Нардолом отправляются в тайную библиотеку на территории Ватикана. Им попадается священник, прочитавший книгу и отправивший её электронную копию в ЦЕРН, однако он убивает себя прежде, чем им удаётся с ним поговорить. Билл и Нардол находят портал, ведущий в комнату с другими порталами, соединёнными с ЦЕРНом, Пентагоном и Белым домом в частности. Тем временем Доктор, пытаясь прочесть «Veritas», вынужден бежать в один из порталов с ноутбуком священника, когда его преследуют Монахи — костлявые фигуры в красных одеяниях.
Билл и Нардол проходят через портал в ЦЕРН и выясняют, что учёные собираются покончить с собой, заминировав здание. Ведущий учёный приглашает их остаться с ними и проводит тест, в результате которого каждый раз, когда он просит назвать случайное число, Билл и Нардол вместе с другими сотрудниками произносят одно и то же число. После возвращения в исходную комнату Нардол понимает, что порталы — на самом деле компьютерные проекции, и при попытке выйти за её пределы он исчезает. Обеспокоенная Билл следует по следам крови через портал и оказывается в Овальном кабинете Белого дома, где её ждёт Доктор. Он объясняет, что в «Veritas» говорится о демоне, который хочет захватить Землю и создаёт для этого правдоподобные симуляции в качестве тренировки. Живущие в этих «теневых мирах» могут обнаружить, что их реальность ложна, поскольку они способны придумать лишь псевдослучайные числа ввиду природы компьютеров, что и приводит их к самоубийству в попытке покинуть симуляцию. После этого появляется Монах, а Билл исчезает так же, как и Нардол. Осознавший свою нереальность Доктор предупреждает пришельца, что Земля будет готова к их вторжению, потому что ему удалось записать происходящее с помощью звуковых очков, и отправляет e-mail с записью под названием «Экстремис» своей версии в реальном мире.
Во флешбэках показывается, как Доктор спасает Мисси от казни и заключает её в квантовую камеру — Хранилище, которое он клянётся оберегать на протяжении тысячи лет. В настоящем мире Доктор досматривает «Экстремис» и сквозь дверь Хранилища просит Мисси помочь ему в борьбе со вторжением.

## Связь с другими сериями
В этой серии становятся известны обстоятельства, которые свели Доктора и Нардола в десятом сезоне: после событий «Мужей Ривер Сонг» Нардол получил указания от Ривер оберегать Доктора от необдуманных действий после её смерти. Нардол зачитывает Доктору строчки из дневника Ривер, впервые появившегося в двухсерийной истории четвёртого сезона «Тишина в библиотеке»/«Лес мертвецов». Мисси упоминает уединённую жизнь Доктора с Ривер на Дариллиуме («Мужья Ривер Сонг»). 
Доктор отмечает свою принадлежность к Прайдонскому клану Повелителей Времени, который впервые упоминается в серии «Беспощадный убийца».

## Внешние отсылки
Библиотека Ватикана напоминает Билл «Гарри Поттера», к неодобрению Доктора. Позднее Доктор выражает своё недовольство затянутостью «Моби Дика».
Сотрудник ЦЕРНа, обращаясь к Билл и Нардолу, цитирует название песни Тома Лерера о ядерном апокалипсисе «We Will All Go Together When We Go».
Нардол сравнивает компьютерные симуляции с голографическими палубами из «Звёздного пути». В качестве примера симулированных миров используются миры компьютерных игр Grand Theft Auto и Super Mario. 

## Съёмки
Вместе с эпизодом «Пирамида на краю света» серия вошла в пятый съёмочный блок. Съёмки проходили с 23 ноября 2016 года по 17 января 2017 года.